# Plagiochasma
Plagiochasma is een geslacht van uitgestorven zee-egels uit de familie Pygaulidae. Vertegenwoordigers van dit geslacht zijn slechts als fossiel bekend.

## Soorten
- Plagiochasma coxwellense Melville, 1952 †